# Crayon Shin-chan: Shrouded in Mystery! The Flowers of Tenkasu Academy
Crayon Shin-chan: Shrouded in Mystery! The Flowers of Tenkasu Academy (映画クレヨンしんちゃん 謎メキ！花の天カス学園 Kureyon Shinchan: Nazo Meki! Hana no Tenkasu Gakuen?) es una película animada de Ciencia  ficción, Thriller y Comedia y aventuras basada en Crayon Shin-chan. La película está producida por Shin-Ei Animation e dirigida por Wataru Takahashi.
La película se estrenó el 23 de abril de 2021 por Toho.

## Reparto
| Personaje         | Japonés          |
| ----------------- | ---------------- |
| Shinnosuke Nohara | Yumiko Kobayashi |
| Nene Sakurada     | Tamao Hayashi    |
| Chishio           | Ryô Hirohashi    |

## Estreno
La película se estrenó en Japón el 23 de abril de 2021 por Toho.